# 相模原市立大野南中学校
相模原市立大野南中学校（さがみはらしりつ おおのみなみちゅうがっこう）は、神奈川県相模原市南区文京一丁目にある公立中学校。相模原市で最初に創設された7つの中学校のうちの一つ。通称は「南中」であり、近くにあるバス停はこの通称を使った南中前（なんちゅうまえ）である。中学校では数少ないシラバスを作成している。

## 概要
相模原市立中学校の一校である。2022年4月、当校と隣接する神奈川県立神奈川総合産業高等学校の校舎内に分校として正式名称・相模原市立大野南中学校分校夜間学級が設置された。

## 教育目標
『憧れ 共に 始めの一歩』

## 沿革
- 1947年 - 創立
- 1947年 - 校章制定
- 1951年 - 校歌制定
- 1953年 - 校旗制定
- 1954年 - 図書館完成
- 1954年 - 校門完成
- 1958年 - プール竣工
- 1961年 - 鉄筋コンクリート二階建校舎を増築
- 1964年 - 体育館落成
- 1982年 - 夜間照明施設、グラウンド整備、教室及び職員室の一部改修
- 1988年 - プール改築
- 1991年 - D棟改修
- 1994年 - B棟改修
- 1994年 - 第一回合唱発表会
- 1995年 - C棟改修
- 1997年 - 創立50周年
- 2002年 - A棟耐震工事
- 2003年 - D棟耐震工事
- 2005年 - 外灯7基設置（正門～職員玄関）
- 2005年 - 各教室に2台の扇風機を設置
- 2022年4月 - 夜間学級が開設される[2]。
- 2024年 - A棟改修

## 通学区域
- 相模原市南区[3]
  - 栄町
  - 相模大野1丁目
  - 相模大野2丁目
  - 相模大野4丁目
  - 相模大野5丁目
  - 東大沼1丁目17番・18番
  - 東大沼2丁目
  - 東大沼3丁目
  - 文京1丁目
  - 文京2丁目
  - 豊町
  - 若松1丁目
  - 若松2丁目
  - 若松3丁目
  - 若松4丁目
  - 若松5丁目
  - 若松6丁目

## 進学前小学校
- 相模原市南区
  - 相模原市立大沼小学校（一部は相模原市立麻溝台中学校・相模原市立大野台中学校へ）
  - 相模原市立谷口台小学校（一部は相模原市立新町中学校・相模原市立麻溝台中学校へ）
  - 相模原市立若松小学校

## 学年色
本校では、学年ごとに赤・青・緑のイメージカラーを設定している。この順番は、例えばある年に1年生が赤、2年生が緑、3年生が青なら、翌年は1年生が青、2年生が赤、3年生が緑・・・というようになり、一つの学年は3年間を通して同じ色を使う。
この学年色は、上履きのふちにはじまり生徒手帳のカバー、各教科のファイルや各種配布物などの色に用いられる。

## 交通
- 小田急線相模大野駅北口から徒歩12分またはバス約7分（「南中前」下車すぐ）。

## 著名な出身者
- 高橋恵子 (関根恵子)（俳優）
- 田崎真也（ソムリエ）[4]
- 岩清水梓（サッカー日本女子代表）[要出典]
- 村中秀人（高校野球監督 本校野球部出身）[要出典]
- 川上洋平（［Alexandros］ボーカル）
- 常本佳吾（サッカー選手）